# Wilhelm Peters (labdarúgó-játékvezető)
Wilhelm Peters (1901. március 18. – 1941. február 16.) német nemzetközi labdarúgó-játékvezető.

## Pályafutása

### Nemzeti játékvezetés
1917-ben vizsgázott, 1929-ben lett az I. Liga játékvezetője. 1941-ben bekövetkezett haláláig aktív játékvezető volt.

#### Nemzeti-bajnokság
1938-ban a német bajnoki döntőt irányította.

### Nemzetközi játékvezetés
A Francia labdarúgó-szövetség Játékvezető Bizottsága (JB) terjesztette fel nemzetközi játékvezetőnek, a Nemzetközi Labdarúgó-szövetség (FIFA) 1936-tól tartotta nyilván bírói keretében. A FIFA JB központi nyelvei közül a németet beszélte. Több nemzetek közötti válogatott és klubmérkőzést vezetett, vagy működő társának partbíróként segített. Az aktív nemzetközi játékvezetéstől 1939-ben búcsúzott. Válogatott mérkőzéseinek száma: 5.

#### Olimpiai játékok
Az 1936. évi nyári olimpiai játékok labdarúgó tornájának találkozóin a FIFA JB játékvezetőként alkalmazta. A FIFA JB elvárása szerint, ha nem vezetett mérkőzést, akkor működő társának partbíróként segített. Az első körben és a bronzmérkőzésen kapott partbírói feladatot.
Olimpián vezetett mérkőzéseinek száma: 1+ 2 (partbíró).

##### 1936. évi nyári olimpiai játékok
| Időpont            | Helyszín                 | Mérkőzés típusa | Mérkőzés         | Eredmény | Nézők száma |
| ------------------ | ------------------------ | --------------- | ---------------- | -------- | ----------- |
| 1936. augusztus 4. | Hertha-BSC-Platz, Berlin | első forduló    | Japán–Svédország | 3 – 2    | 5000        |

#### Skandináv Bajnokság
Nordic Championships/Északi Kupa labdarúgó tornát Dánia kezdeményezésére az első világháború után, 1919-től a válogatott rendszeres játékhoz jutásának elősegítésére rendezték a Norvégia, Dánia, Svédország részvételével. 1929-től a Finnország is csatlakozott a résztvevőkhöz. 1983-ban befejeződött a sportverseny.
| Időpont          | Helyszín                       | Mérkőzés típusa | Mérkőzés       | Eredmény | Nézők száma |
| ---------------- | ------------------------------ | --------------- | -------------- | -------- | ----------- |
| 1937. június 13. | Idrætspark Stadion, Koppenhága | csoportmérkőzés | Dánia–Norvégia | 5 – 1    | 22 000      |